# Paul Leni
Paul Leni (8 de Julho de 1885, Stuttgart – 2 de Setembro de 1929, Los Angeles) nasceu Paul Josef Levi. Foi um diretor de filmes alemão e figura-chave no Expressionismo Alemão.

## Biografia
Leni tornou-se um pintor avant-garde quando tinha 15 anos de idade. Estudou na Academia de Belas-Artes de Berlim e depois trabalhou como desenhista de cenários teatrais.
Em 1913 começou a trabalhar com a indústria de filmes alemã desenhando cenários e/ou figurinos para diretores como Joe May, Ernst Lubitsch, Richard Oswald, e E. A. Dupont.
Durante a Primeira Guerra Mundial, começou a dirigir filmes como Der Feldarzt / Das Tagebuch des Dr. Hart (1917), Patience (1920), Die Verschwörung zu Genua (1920/21) e Backstairs (1921). 
A partir de 1925 desenhou prólogos curtos para estréias de festivais de filmes em cinemas de Berlim.
Em 1927, se mudou para Hollywood, aceitando um convite de Carl Larmmle para se tornar diretor nos estúdios da Universal. Lá, Leni estreou como diretor com "The Cat and the Canary" (1927). O filme teve grande influência sobre os filmes de terror da Universal e foi refilmado várias vezes. No ano seguinte dirigiu "The man who laughs" (O homem que ri), um dos filmes mais estilizados do período do cinema mudo, um clássico aclamado pelos fãs do gênero. 
Paul Leni morreu devido a um envenenamento, em Los Angeles.

## Filmografia

### como diretor, na Alemanha
nomes originais (em alemão)
- 1913 Ein Ausgestoßener (dir: Joe May)
- 1914 Das Panzergewölbe (dir: Joe May)
- 1915 Der Katzensteg (dir: Max Mack)
- 1917 Der Blusenkönig (dir: Ernst Lubitsch)
- 1918/19 Veritas vincit (dir: Joe May)
- 1919 Rausch / Intoxication (dir: Ernst Lubitsch)
- 1920 Der weiße Pfau (dir: E. A. Dupont)
- 1921 Die Geier-Wally (dir: E. A. Dupont)
- 1921 Lady Hamilton (dir: Richard Oswald)
- 1921/22 Frauenopfer (dir: Karl Grune)
- 1922/23 Tragödie der Liebe (dir: Joe May)
- 1924/25 Der Farmer aus Texas (dir: Joe May)
- 1925 Die Frau von vierzig Jahren (dir: Richard Oswald)
- 1925 Der Tänzer meiner Frau (dir: Alexander Korda)
- 1925/26 Manon Lescaut (dir: Arthur Robison)
- 1925/26 Einspänner Nr. 13 / Fiaker Nr. 13 (dir: Michael Kertész)
- 1926 Der goldene Schmetterling (dir: Michael Kertész)

### como diretor e diretor de arte
- 1917 Der Feldarzt / Das Tagebuch des Dr. Hart
- 1917 Prima vera
- 1917 Dornröschen
- 1918 Die platonische Ehe
- 1919 Prinz Kuckuck
- 1920 Patience. Die Karten des Todes
- 1920/21 Die Verschwörung zu Genua
- 1921 Hintertreppe (com Leopold Jessner)
- 1923 Das Wachsfigurenkabinett
- 1925/26 Rebus-Film Nr. 1-8 (curtas)

### pela Universal
nomes originais (em inglês)
- The Cat and the Canary (1927)
- The Chinese Parrot (1927)
- The Man Who Laughs (1928)
- The Last Warning (1929)